# Derek St. Holmes
Derek St. Holmes (Riverview, 24 febbraio 1953) è un chitarrista e cantante statunitense.
È particolarmente conosciuto per la sua collaborazione con Ted Nugent.

## Biografia
Inizia a suonare la chitarra in varie band finché non viene notato da Ted Nugent. Dopo un'audizione St. Holmes entra nella band. Dopo aver registrato vari dischi lascia il gruppo e fonda i "St. Paradise", poi inizia a collaborare con Brad Whitford, da poco fuoriuscito dagli Aerosmith. I due registrano un unico disco, poi St. Holmes entra nel gruppo di Michael Schenker, anche in questo caso per un solo album. Negli anni novanta torna con Nugent, e successivamente inizia la carriera solista.

## Discografia

### Con Ted Nugent
- 1975 - Ted Nugent
- 1976 - Free-for-All
- 1977 - Cat Scratch Fever
- 1978 - Double Live Gonzo
- 1995 - Spirit of the Wild

### Con i St. Paradise
- 1979 - St. Paradise

### Come Whitford/St. Holmes
- 1981 - Whitford/St. Holmes

### Con M.S.G.
- 1983 - Built to Destroy

### Solista
- 2000 - Then & Now